# Heuzecourt
Heuzecourt – miejscowość i gmina we Francji, w regionie Hauts-de-France, w departamencie Somma.
Według danych na rok 1990 gminę zamieszkiwały 154 osoby, a gęstość zaludnienia wynosiła 21 osób/km² (wśród 2293 gmin Pikardii Heuzecourt plasuje się na 843. miejscu pod względem liczby ludności, natomiast pod względem powierzchni na miejscu 662.).